# Селищев, Афанасий Матвеевич
Афана́сий Матве́евич Сели́щев (11 [23] января 1886, Волово, Орловская губерния — 6 декабря 1942, Москва) — советский лингвист-славист, член-корреспондент АН СССР (1929), член-корреспондент Болгарской АН (1931).

## Биография
Селищев говорил о себе: «Я вышел из бедной крестьянской семьи. Только благодаря случайности (земской стипендии) я получил среднее образование (высшее образование было уже легче получить мне). Связи со своей социальной средой не порывал и не порываю».
Окончив Казанский университет в 1910 году, Селищев остался там на кафедре славянского языкознания. Приват-доцент с 1913 г. В 1914 г. ездил на два месяца на Балканы для изучения македонских говоров.
Профессор Иркутского университета (с осени 1918 по лето 1920 года). На следствии по «делу славистов» его обвиняли в том, что он эвакуировался из Казани в Иркутск с белой армией.
Профессор Казанского университета (1920—1921). В 1922 переехал в Москву, возглавил кафедру славянских языков 1-го МГУ, но в конце 1920-х годов она была ликвидирована. Работал в Институте языка и литературы РАНИОН (институт был закрыт в 1931 г.)
31 января 1929 года избран член-корреспондентом АН СССР по Отделению гуманитарных наук (по разряду языков и литератур европейских народов (славянская филология)).
В 1931—1932 годах работал в недолго просуществовавшем московском НИИ языкознания (НИИЯЗ) при Наркомпросе, созданном оппонентами марризма. Селищев подвергся нападкам со стороны директора института М. Н. Бочачера:
Профессор Селищев в этой борьбе за Македонию стал… сторонником болгарского империализма… Нужно уметь разглядеть за «учёными» выкрутасами политическое лицо царско-буржуазного разведчика… Перейду к книге «Язык революционной эпохи». Эта книга очень талантлива. В этой книге очень тонко и умело скрыта клевета на нашу революцию…
4 января 1932 г. Бочачер уволил Селищева из института, однако через полгода нарком просвещения А. С. Бубнов восстановил Селищева на работе. В начале 1933 г., однако, из-за противостояния марризму был ликвидирован весь институт и Селищев снова потерял работу. Через полгода зачислен в штат Института славяноведения в Ленинграде.
Арестован в феврале 1934 года по делу славистов. Был осуждён на 5 лет лагерей, находился в Карлаге. Освобождён досрочно 11 января 1937 г., жил в Калинине. Д. Н. Ушаков устроил его в МИФЛИ, но Селищев был вынужден уйти оттуда из-за травли. В 1938 году исключён из АН СССР.
В 1939 году после письма Сталину получил московскую прописку, профессор Московского государственного педагогического института, Московского городского педагогического института.
С началом Великой Отечественной войны смог включиться в пропаганду «славянского братства» в агитационных статьях и на радио, получил поручение создать кафедру славяноведения в МГУ, но был уже тяжело болен для этого.
Умер от рака. Похоронен на Даниловском кладбище.
После смерти А. М. Селищева рукописи его работ долгое время хранились в Московском государственном педагогическом институте, позднее были переданы на хранение в ЦГАЛИ (сейчас РГАЛИ). Архив до сих пор не разобран, хранящиеся в нём материалы не опубликованы. В частности, в ЦГАЛИ находится рукопись работы «Южнославянские языки», о которой обычно пишут, что она утрачена безвозвратно. Исключение составил учебник по старославянскому языку (издан в 1951—1952), опубликованный по рукописи. После войны его научное наследие подвергалось официальной критике (Марр отрицал родство славянских языков) вплоть до краха марризма в 1950.

## Вклад в науку
Селищев — один из крупнейших русских славистов XX века, автор работ по истории русского языка, сравнительной грамматике славянских языков, по славянским говорам в Албании и Македонии (впоследствии лёгшим в основу литературного македонского языка), по балканистике, по славянской палеографии и топонимике. Считал македонские говоры частью болгарского языка и резко критиковал «сербизирующую» концепцию югослава А. Белича, однако возражал, когда в Болгарии из его теории делались политические выводы о принадлежности территорий. По утверждениям Бернштейна, впоследствии в своём курсе славянской филологии, прочитанном в 1938 г., Селищев упомянул македонский как особый язык и одобрил статью Бернштейна о македонском языке для БСЭ. В изданных в 1968 году «Избранных трудах» Селищева македонские говоры представлены как часть «болгарской языковой территории».
Автор крупного труда по диалектологии «Диалектологический очерк Сибири» (выпуск 1, 1921), социолингвистических работ об изменениях в русском языке после Октябрьской революции: «Язык революционной эпохи» (1928; вскоре работа стала полузапрещённой из-за цитат из Троцкого, Каменева и др., в 1935 раскритикована в «Правде» и изъята, в 2003 переиздана), «О языке современной деревни» (1939). Посмертно издана книга «Старославянский язык» в двух частях (1951—1952) — одно из лучших описаний языка древнейших письменных памятников, имеющее также значение учебника; работа переиздавалась в 2001 и 2006 гг.

## Вклад в образование
А. М. Селищев активно разрабатывал программы учебных курсов по славянским языкам. В рукописях сохранились программы его курсов «Сравнительной грамматики славянских языков» (1922—1923 гг.), «Введения в славянскую филологию» (1938 г.), «Введения в славяно-русскую этнологию», программы по болгарскому языку, истории и диалектологии польского языка. Для аспирантов учёный подготовил общую Программу курсов по славистике, дающую углублённое представление о болгарском, сербо-хорватском, словенском, сербо-лужицком и полабском языках; пособие по курсам южнославянских и западнославянских языков.

## Работы
- Взгляды Карла Гавличка на Россию. К истории славянских взаимоотношений в половине XIX века. — Казань, 1913.

- Введение в сравнительную грамматику славянских языков. — Казань, 1914. — Вып. 1. — 123 с.
- Очерки по македонской диалектологии. — Казань, 1918. — Т.1. — 284 с.
- Забайкальские старообрядцы. Семейские. — Иркутск, 1920.
- Диалектологический очерк Сибири. — Иркутск, 1921. — Вып. 1. — 297 с.
- Язык революционной эпохи. Из наблюдений над русским языком последних лет (1917—1926). — М.: «Работник просвещения», 1928. — 248 с.
- Полог и его болгарское население. Исторические, этнографические и диалектологические очерки северо-западной Македонии. — София, 1929. — 439 с.
- Славянское население в Албании. — София, 1931. — 352 с.
- Македонская диалектология и сербские лингвисты. — София, 1935. — 101 с.
- Славянское языкознание. Т. 1. Западнославянские языки: Учеб. пособие. — М.: Учпедгиз, 1941. — 468 с.; Переизд.: M.: Либроком, 2010.
- Происхождение русских фамилий, личных имён и прозвищ // Учёные записки МГУ. Труды кафедры русского языка. Вып. 128. М., 1948. С. 137—141.
- Старославянский язык. В 2-х ч.: Учеб пособие. (Подготовлено к печати при участии Р. И. Аванесова) — М.: Учпедгиз, 1951—1952.
Ч. 1: Введение. Фонетика. — 1951. — 336 с.
Ч. 2: Тексты. Словарь. Очерки морфологии. — 1951. — 206 с
- Избранные труды. (Составление, общая редакция, вступительные статьи, комментарии и библиография Е. А. Василевской) — М.: Просвещение 1968. — 640 с